# Kwaspråk
Kwaspråken är en grupp språk som talas i den sydöstra delen av Elfenbenskusten, i Ghana, Togo och Benin och i sydvästra delen av Nigeria. Termen infördes 1885 av Gottlob Krause och användes av Diedrich Hermann Westermann (1952) och Joseph Greenberg (1963). Den har hämtats från ordet för 'folk', som i många av dessa språk innehåller roten kwa. Kwaspråken är en gren av  Volta-Kongospråk, som i sin tur tillhör Niger-Kongospråken.
Bennett & Sterk (1977) hävdade att Kwa i dess ursprungliga form inte var en genetisk enhet, och föreslog en omklassificering där defoida språk och igboida språk är medlemmar av underfamiljen  Benue-Kongospråk. De resterande språken kallas ibland nya Kwa för att undvika förväxling med den gamla, större kwafamiljen. 
Kwaspråken indelas i två grupper: Nyospråk och Left bank-språk. Nyogruppen består av omkring 50 språk som främst talas i Ghana och södra Elfenbenskusten, däribland Akanspråk, ga-dangmespråk (ga och dangme), anyispråk, baulespråk, och de många potou-tanospråken (som inkluderar guangspråken och logba).
De återstående kwaspråken kallas Left bank eftersom de talas på östra sidan av floden Volta i Ghana, Togo, Benin och sydvästra. I denna grupp om omkring 25 språk är gruppen gbespråk den största med omkring fem miljoner talar. Bland språken utanför gbegruppen finns avatime, nyangbo-tafi och animere.